# 天主教蓋洛德教區
天主教蓋洛德教區（拉丁語：Dioecesis Gaylordensis）是美國一個羅馬天主教教區。屬底特律總教區。成立於1970年12月19日。
教區範圍包括密西根下半島北部，教座位於蓋洛德。2006年有教友70,327人、八十一個堂區、六十五名司鐸。現任主教為史提芬‧雷卡。